# Zahájí (Chorušice)
Zahájí je malá vesnice, část obce Chorušice v okrese Mělník. Nachází se asi 2 km na jih od Chorušic. Je zde evidováno 31 adres. Trvale zde žije 38 obyvatel.
Zahájí leží v katastrálním území Zahájí u Chorušic o rozloze 1,88 km2.

## Dějiny
V roce 1786 bylo ve vesnici osm usedlostí a panský dvůr. V roce 1848 mělo již Zahájí 25 čísel popisných.

## Pamětihodnosti
- Pomník a hrob komisaře Oskara Beneše